# Морков Микола Іванович
Мико́ла Іва́нович Мо́рков (рос. Николай Иванович Морков; 2 (13) жовтня 1743 — 9 (21) травня 1811) — російський військовик. Граф. Генерал-майор.

## Біографія
Син надвірного радника Івана Никифоровича Моркова (помер 5 грудня 1778 року) та Парасковії Федорівни Кутузової (народилася 19 жовтня 1711 року, померла 1774 року). Мав двох молодших братів — дипломата Аркадія Моркова та генерал-лейтенанта Іраклія Моркова.
Закінчив шляхетський кадетський корпус, почав службу в чині поручика. 1780 року підвищено до полковника, призначено командиром 1-го Московського піхотного полку.
В останню турецьку війну надано чин генерал-майора.
Указом імператора Священної Римської імперії Франца II від 22 травня (2 червня) 1796 року Миколі Моркову разом із братами Аркадієм та Іраклієм надано титул графа Священної Римської Імперії.
Поспішаючи до своєї бригади, Микола Морков зламав собі руку та ногу, внаслідок чого подав прохання про відставку. Прохання було задоволено зі збереженням платні та в нагороду за довготривалу його службу і на знак доброчесної поведінки.
Був одружений із Парасковією Василівною Скворцовою (народилася 2(13) травня 1755 року, померла 14(26) жовтня 1800 року), мав із нею двох доньок — Парасковію (одружену з князем Андрієм Михайловичем Оболенським, який дослужився до генерал-майора) та Варвару (одружену зі статським радником Михайлом Петровичем Римським-Корсаковим).
Портрет Миколи Івановича Маркова намалював Василь Тропінін.